# Listă de filme: N
| Listă de filme                                          | Listă de filme | Listă de filme | Listă de filme | Listă de filme | Listă de filme | Listă de filme |
| ------------------------------------------------------- | -------------- | -------------- | -------------- | -------------- | -------------- | -------------- |
| #                                                       | A              | B              | C              | D              | E              | F              |
| G                                                       | H              | I              | J · K          | L              | M              | N · O          |
| P                                                       | Q · R          | S · Ș          | T · Ț          | U · V          | W · X          | Y · Z          |
| Această infocasetă: vizualizare • discuție • modificare |                |                |                |                |                |                |

Aceasta este o listă de filme care încep cu litera N.
- Nașterea unei națiuni
- Nașul
- Naufragiatul
- Nea Mărin miliardar
- Nekro
- Nemuritorii
- Neveste disperate
- Nici o veste de la Dumnezeu
- Nikita
- Nothing Hill
- Novicele